# Череменец (Ленинградская область)
Череменец — местечко в Скребловском сельском поселении Лужского района Ленинградской области.

## История
Впервые упоминается в писцовых книгах Шелонской пятины 1501 года, как монастырь святого Иоанна Богослова у озера Череменца в Петровском погосте Новгородского уезда.
В начале XVII века монастырь был разрушен шведами.
Село Череменец обозначено на карте Санкт-Петербургской губернии 1792 года А. М. Вильбрехта.
Как Череменецкий монастырь оно упоминается на карте Санкт-Петербургской губернии Ф. Ф. Шуберта 1834 года.

ЧЕРЕМЕНЕЦКИЙ — монастырь, каменный, во имя Иоанна Богослова с принадлежащими к оному службами

принадлежит монашествующему чину, число жителей по ревизии: 6 м. п.

белому духовенству, число жителей по ревизии: 3 м. п (1838 год)

Череменецкий монастырь отмечен на карте профессора С. С. Куторги 1852 года.

ЧЕРЕМЕНЕЦ — монастырь при озере Череменецком, число дворов — 1, число жителей: 28 м. п.; Церквей православных две. (1862 год)

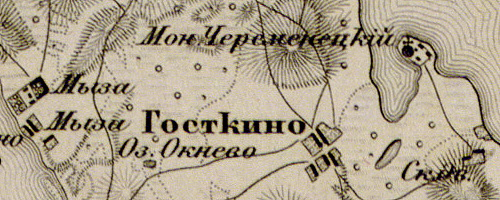
Череменецкий монастырь на карте 1863 года

В XIX веке монастырь административно относился ко 2-му стану  Лужского уезда Санкт-Петербургской губернии, в начале XX века — к Югостицкой волости 5-го земского участка 4-го стана.
По данным «Памятной книжки Санкт-Петербургской губернии» за 1905 год в местной церкви во имя Иоанна Богослова («вся из плиты») хранилась явленная икона евангелиста Иоанна с которой ежегодно 1 мая совершался крестный ход в город Лугу.
С 1917 по 1923 год Череменецкий Монастырь входил в состав Госткинского сельсовета Югостицкой волости Лужского уезда.
С 1923 года, в составе Госткинского сельсовета Передольской волости.

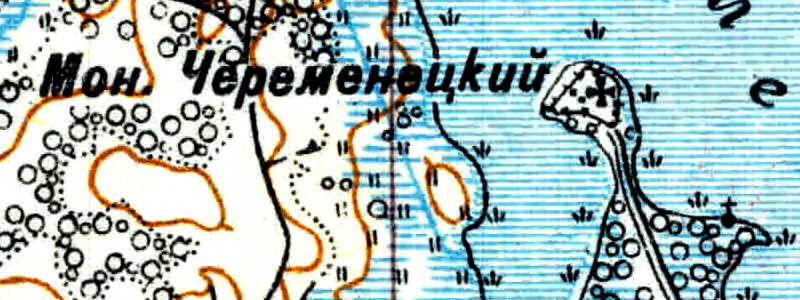
Череменецкий монастырь на карте 1926 года

С августа 1927 года, в составе Лужского района.
С 1928 года, в составе Бутковского сельсовета.
C 1 августа 1941 года по 31 января 1944 года населённый пункт находился в оккупации.
В 1954 году население монастыря составляло 113 человек.
В 1961 году население Череменецкого Монастыря составляло 18 человек.
По данным 1966 года местечко Череменец входило в состав Бутковского сельсовета.
По данным 1973 и 1990 годов местечко Череменец входило в состав Скребловского сельсовета.
В 1997 году в местечке Череменец Скребловской волости проживали 6 человек, в 2002 году — 12 человек (все русские).
В 2007 году в местечке Череменец Скребловского СП проживали 7 человек.

## География
Местечко расположено в южной части района на автодороге 41К-684 (Киевское шоссе — Череменец).
Расстояние до административного центра поселения — 5 км.
Расстояние до ближайшей железнодорожной станции Луга I — 23 км.
Местечко находится на западном берегу Череменецкого озера на Монастырском полуострове.

## Демография
| 1838 | 1862 | 1954 | 1961 | 1997 | 2007 | 2010 |
| ---- | ---- | ---- | ---- | ---- | ---- | ---- |
| 9    | ↗28  | ↗113 | ↘18  | ↘6   | ↗7   | ↗10  |
| 2017 |      |      |      |      |      |      |
| ↘6   |      |      |      |      |      |      |

## Достопримечательности
- Череменецкий Иоанно-Богословский монастырь

## Фото

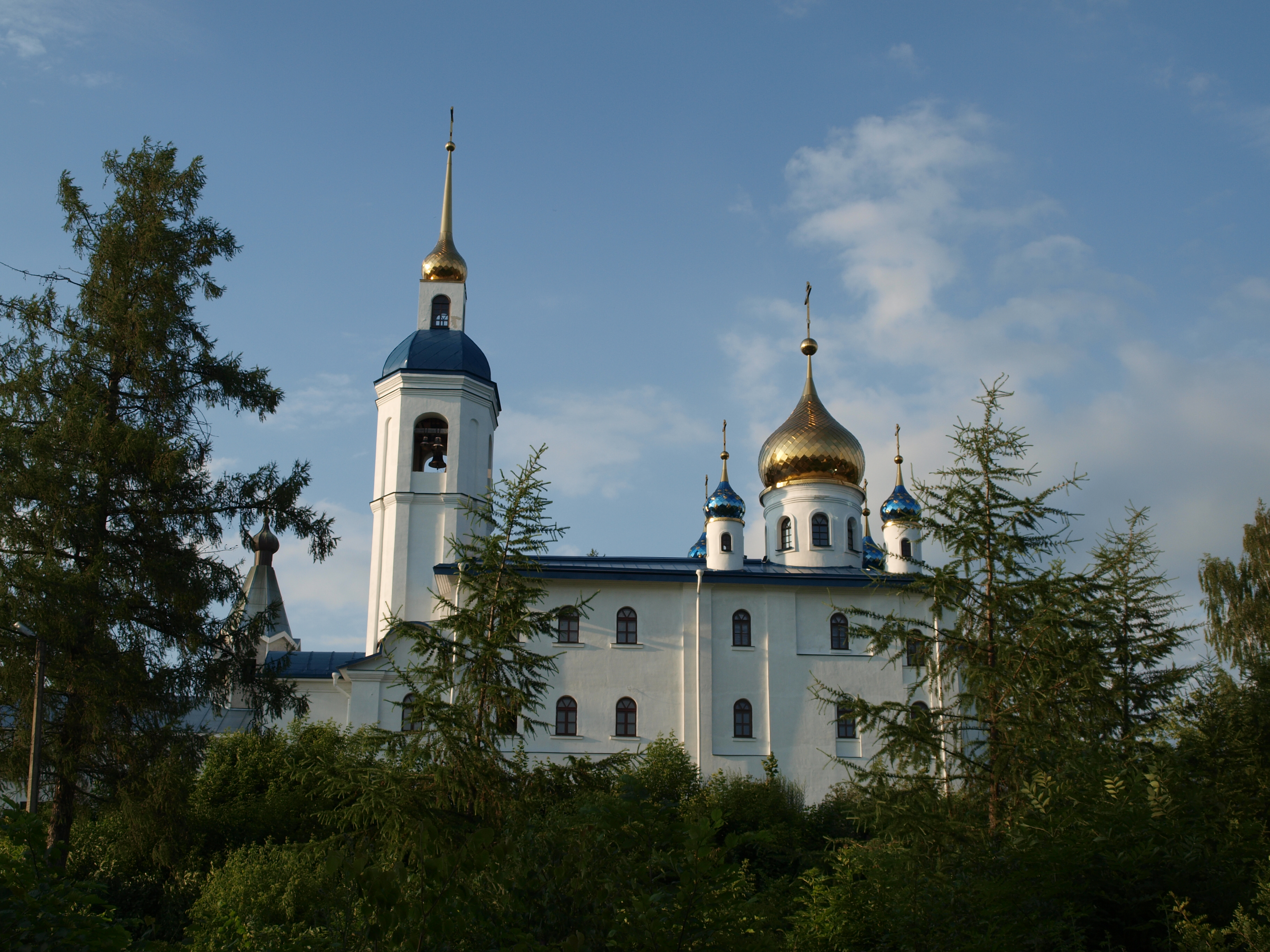
Череменецкий Иоанно-Богословский монастырь

## Улицы
Монастырская.